# Список советских лагерей немецких военнопленных Второй мировой войны
Список советских лагерей для военнопленных Второй мировой войны
В этом списке представлены лагеря для военнопленных на территории Советского Союза во время и после Второй мировой войны. Местонахождения лагерных управлений с соответствующими номерами упорядочены в виде таблицы и снабжены ссылками на современные населённые пункты.

## Обзор
Свыше 3 млн военнопленных в Советском Союзе были направлены в сборные лагеря, а затем оттуда их отправляли в лагерные отделения для военнопленных. У лагеря для военнопленных было основное местонахождение с управлением лагеря и административно подчинённые лагеря (до 25 лагерей на основное местонахождение).
По данным, полученным от освобождённых и вернувшихся в Западную Германию военнопленных, было установлено местоположение 216 лагерных управлений с соответствующими номерами и 2 454 лагерных отделения. Кроме того, были отмечены 166 рабочих батальонов Красной армии, а также 159 госпиталей и мест отдыха для военнопленных с их номерами управления. Кроме того, сооружённые лагеря после освобождения от врага были перенесены дальше вглубь страны на запад — как например, лагерь № 126, который был основан в 1943 году в Шадринске. Таким образом данный список включает места дислокации лагерей немецких военнопленных и в нём отсутствуют лагеря японских, итальянских, венгерских, румынских, финских и испанских военнопленных.
В целом установлено 2 125 мест заключения, в которых содержались немецкие военнопленные. Вместе с тем до сих пор не установлено точное число лагерей военнопленных в СССР.
За время существования многие лагеря административно переводились в ведение других лагерных управлений, что приводило к изменению нумерации лаготделений.
Так как сведения о системе лагерных управлений составлены на основе более, чем 100 000 опросов вернувшихся на родину военнопленных, а не по оригинальным документам советских ведомств, не исключены ошибки и пробелы. Но, по-видимому, число их невелико ввиду большого числа опрошенных.

## Распределение лагерей по регионам
Местонахождения лагерных управлений для военнопленных представлены в таблицах. Распределение соответствует экономическим зонам Советского Союза, которые были существенным элементом государственной плановой экономики. Советский Союз был разделен на 15 экономических регионов.
Для 12-ти регионов лагеря военнопленных были определены:
- Центральный регион — 50 лагерных управлений с 655 лаготделениями
- Северо-западный регион — 15 лагерных управлений с 153 лаготделениями
- Северный регион — 5 лагерных управлений с 38 лаготделениями
- Западный регион — 30 лагерных управлений с 315 лаготделениями
- Южный регион — 34 лагерных управлений с 515 лаготделениями
- Волжский регион — 16 лагерных управлений с 135 лаготделениями
- Северный Кавказ — 12 лагерных управлений с 129 лаготделениями
- Закавказье — 11 лагерных управлений с 116 лаготделениями
- Уральский регион — 27 лагерных управлений с 281 лаготделениями
- Западная Сибирь — 6 лагерных управлений с 54 лаготделениями
- Юг Центральной Азии — 3 лагерных управлений с 13 лаготделениями
- Казахстан — 7 лагерных управлений с 50 лаготделениями

В 3-х регионах лагеря для военнопленных не изучены:
- Восточная Сибирь
- Дальний Восток
- Северная Сибирь.

## Таблицы
Таблицы содержат названия городов и местностей, в которых находились лагерные управления. Они представлены соответствующим номером управления. Изменения нумерации не учитывались. Местонахождения снабжены ссылками на современные названия городов и областей.

### Центральный регион
В Центральном регионе европейской части РСФСР было 50 лагерных управлений лагеря с 655 лаготделениями. 
| Nr. | Местонахождение лагерного управления      |
| --- | ----------------------------------------- |
| 27  | Красногорск                               |
| 35  | Лебедянь                                  |
| 41  | Осташков                                  |
| 48  | Войково                                   |
| 53  | Алексин                                   |
| 58  | Темников                                  |
| 64  | Моршанск                                  |
| 74  | Оранки                                    |
| 82  | Воронеж                                   |
| 95  | Усмань                                    |
| 101 | Киров                                     |
| 107 | Калуга                                    |
| 117 | Горький                                   |
| 145 | Курск                                     |
| 160 | Суздаль                                   |
| 165 | Вязники                                   |
| 171 | Шора                                      |
| 174 | Подольск                                  |
| 178 | Рязань                                    |
| 185 | Михайлово                                 |
| 188 | Тамбов / Фильтрационный лагерь НКВД № 188 |
| 190 | Владимир                                  |
| 216 | Вышний Волочёк                            |
| 218 | Смоленск                                  |
| 221 | Углич                                     |
| 252 | Бежица                                    |
| 259 | Рыбинск                                   |
| 263 | Орёл                                      |
| 276 | Ярославль                                 |
| 282 | Берендеево                                |
| 307 | Киров                                     |
| 320 | Кулебаки                                  |
| 323 | Тула                                      |
| 324 | Иваново                                   |
| 326 | Брянск                                    |
| 327 | Унеча                                     |
| 384 | Калинин                                   |
| 388 | Сталиногорск                              |
| 395 | Калинин                                   |
| 399 | Пенза                                     |
| 401 | Ярцево                                    |
| 406 | Орёл                                      |
| 435 | Ховрино                                   |
| 452 | Углич                                     |
| 453 | Москва                                    |
| 454 | Рязань                                    |
| 463 | Алатырь                                   |
| 465 | Можайск                                   |
| 466 | Тушино                                    |
| 467 | Люблино                                   |
| 469 | Дзержинск                                 |

### Северо-западный регион
В Северо-западном регионе находились 15 лагерных управлений с 153 лаготделениями. Они были расположены в европейской части сегодняшней России.
| Nr. | Местонахождение лагерного управления |
| --- | ------------------------------------ |
| 120 | Петрозаводск                         |
| 157 | Бокситогорск                         |
| 166 | Питкяранта                           |
| 212 | Сегежа                               |
| 213 | Лодейное Поле                        |
| 219 | Антропшино, Коммунар                 |
| 254 | Ленинград                            |
| 270 | Боровичи                             |
| 285 | Великие Луки                         |
| 322 | Сланцы                               |
| 339 | Ленинград                            |
| 343 | Псков                                |
| 363 | Мурманск                             |
| 447 | Пудож                                |
| 448 | Мончегорск                           |

### Северный регион
5 управлений лагеря с 38 отдельными лагерями существовали в Северном регионе. Они располагались в европейской части сегодняшней России.
| Nr. | Местонахождение управления лагеря |
| --- | --------------------------------- |
| 150 | Грязовец                          |
| 158 | Вологда                           |
| 193 | Сокол                             |
| 211 | Архангельск                       |
| 437 | Череповец                         |

### Западный регион
В Западном регионе находились 30 лагерных управлений  с 315 лаготделениями. Они были расположены на территории современных государств Эстонии, Латвии, Литвы и Белоруссии, а также Калининградской области России (Кёнигсберг).
| Nr. | Местонахождение лагерного управления |
| --- | ------------------------------------ |
| 56  | Бобруйск                             |
| 57  | Клайпеда                             |
| 135 | Ахтме, сегодня часть Кохтла-Ярве     |
| 168 | Минск                                |
| 183 | Борисов                              |
| 184 | Шилуте                               |
| 189 | Гомель                               |
| 195 | Вильнюс                              |
| 266 | Елгава                               |
| 271 | Витебск                              |
| 277 | Рига                                 |
| 279 | Кивиыли                              |
| 281 | Волковыск                            |
| 284 | Брест                                |
| 286 | Таллин                               |
| 287 | Валга                                |
| 289 | Кохтла-Ярве                          |
| 291 | Огре                                 |
| 292 | Даугавпилс                           |
| 294 | Шяуляй                               |
| 296 | Каунас                               |
| 311 | Могилёв                              |
| 317 | Рига                                 |
| 331 | Тарту                                |
| 349 | Лиепая                               |
| 350 | Рига                                 |
| 393 | Нарва                                |
| 410 | Барановичи                           |
| 445 | Маёвка, Черняховск                   |
| 533 | Багратионовск                        |

### Южный регион
В Южном регионе было 34 лагерных управлений с 515 лаготделениям. Они были расположены на территории современных государств Украины и Молдавии.
| Nr. | Местонахождение лагерных управлений |
| --- | ----------------------------------- |
| 62  | Киев                                |
| 100 | Запорожье                           |
| 110 | Коростень                           |
| 125 | Лисичанск                           |
| 126 | Николаев                            |
| 134 | Сумы                                |
| 136 | Полтава                             |
| 144 | Ворошиловград                       |
| 149 | Харьков                             |
| 159 | Одесса                              |
| 177 | Чернигов, позже Сталино             |
| 198 | Кишинёв                             |
| 217 | Краматорск                          |
| 232 | Стрый                               |
| 241 | Севастополь                         |
| 242 | Горловка                            |
| 253 | Винница                             |
| 256 | Красный Луч                         |
| 275 | Львов                               |
| 280 | Сталино                             |
| 299 | Симферополь                         |
| 304 | Ивано-Франковск                     |
| 306 | Шепетовка                           |
| 315 | Днепродзержинск                     |
| 414 | Березань                            |
| 415 | Харьков                             |
| 417 | Днепропетровск                      |
| 424 | Мелитополь, прежде Нальчик          |
| 460 | Днепропетровск                      |
| 470 | Свердловск                          |
| 471 | Макеевка                            |
| 472 | Горловка                            |
| 473 | Сталино                             |
| 474 | Ворошиловград                       |

### Волжский регион
16 управлений лагеря с 135 отдельными лагерями существовали в Волжском регионе. Они располагались в европейской части сегодняшней России.
| Nr. | Местонахождение управления лагеря |
| --- | --------------------------------- |
| 50  | Фролово                           |
| 97  | Елабуга                           |
| 108 | Сталинград                        |
| 119 | Казань                            |
| 123 | Урюпинск                          |
| 137 | Вольск                            |
| 163 | Фролово                           |
| 204 | Астрахань                         |
| 215 | Ульяновск                         |
| 234 | Куйбышев                          |
| 238 | Саратов                           |
| 265 | Вольск                            |
| 338 | Аткарск                           |
| 361 | Сталинград                        |
| 362 | Сталинград                        |
| 368 | Энгельс                           |

### Северный Кавказ
На Северном Кавказе существовало 12 управлений лагеря с 129 отдельными лагерями. Они располагались в европейской части сегодняшней России.
| Nr. | Местонахождение управления лагеря |
| --- | --------------------------------- |
| 147 | Георгиевск                        |
| 148 | Краснодар                         |
| 182 | Шахты                             |
| 228 | Дзауджикау (Орджоникидзе)         |
| 237 | Грозный                           |
| 251 | Ростов-на-Дону                    |
| 356 | Таганрог                          |
| 379 | Махачкала                         |
| 421 | Ростов-на-Дону                    |
| 424 | Нальчик, позже Мелитополь         |
| 430 | Новочеркасск                      |
| 475 | Ростов-на-Дону                    |

### Закавказье
В Закавказье существовало 11 управлений лагеря с 116 отдельными лагерями. Они располагались на территории Армении, Азербайджана и Грузии.
| Nr. | Местонахождение управления лагеря |
| --- | --------------------------------- |
| 85  | Дашкесан                          |
| 115 | Ереван                            |
| 146 | Очамчира                          |
| 181 | Рустави                           |
| 223 | Кировабад                         |
| 236 | Тбилиси                           |
| 328 | Сумгаит                           |
| 441 | Молотово                          |
| 442 | Сальяны                           |
| 444 | Мингечаур                         |
| 461 | Сухуми                            |
| 518 | Ткибули                           |

### Уральский регион
27 управлений лагеря с 281 отдельным лагерем существовали в Уральском регионе. Они располагались в европейской части сегодняшней России.
| Nr. | Местонахождение управления лагеря |
| --- | --------------------------------- |
| 68  | Челябинск                         |
| 75  | Рябово (Удмуртия)                 |
| 84  | Асбест (город)                    |
| 102 | Магнитогорск                      |
| 130 | Аша                               |
| 153 | Нижний Тагил                      |
| 180 | Кыштым                            |
| 197 | Туринск                           |
| 200 | Алапаевск                         |
| 207 | Молотов                           |
| 235 | Новотроицк                        |
| 245 | Нижний Тагил                      |
| 260 | Орск                              |
| 313 | Дегтярск                          |
| 314 | Асбест                            |
| 318 | Новая Ляля                        |
| 319 | Уфа                               |
| 346 | Кизел                             |
| 366 | Боровск, ныне район Соликамска    |
| 369 | Чкалов                            |
| 371 | Ижевск                            |
| 376 | Красноуральск                     |
| 377 | Свердловск                        |
| 476 | Дегтярск                          |
| 504 | Карпинск                          |
| 523 | Реж                               |
| 531 | Свердловск                        |

### Западная Сибирь
В Западной Сибири существовало 6 управлений лагеря с 54 отдельными лагерями. Они были расположены в азиатской части сегодняшней России.
| Nr. | Местонахождение управления лагеря |
| --- | --------------------------------- |
| 93  | Тюмень                            |
| 199 | Новосибирск                       |
| 503 | Кемерово                          |
| 511 | Рубцовск                          |
| 525 | Сталинск                          |
| 526 | Юрга                              |

### Юг Центральной Азии
3 управления лагеря с 13 отдельными лагерями существовали в этой области. Они располагались на территории сегодняшних государств Киргизстана и Узбекистана.
| Nr. | Местонахождение управления лагеря |
| --- | --------------------------------- |
| 288 | Бекабад                           |
| 386 | Ташкент                           |
| 387 | Кызыл-Кыя                         |

### Казахстан
Существовало 7 управлений лагеря с 50 отдельными лагерями. Они располагались на территории сегодняшнего государства Казахстан.
| Nr. | Местонахождение управления лагеря |
| --- | --------------------------------- |
| 29  | Пахта Арал                        |
| 40  | Алма-Ата                          |
| 45  | Усть-Каменогорск                  |
| 99  | Спасск (Караганда)                |
| 222 | Актюбинск                         |
| 330 | Акмолинск                         |
| 347 | Лениногорск                       |